# Getty Oil
Getty Oil est une compagnie américaine, fondée en 1964 par le milliardaire J. Paul Getty, qui s'est spécialisée à ses débuts dans la vente de produits dérivés du pétrole, pour développer ensuite une chaîne de stations-service.
En 2000, la compagnie russe Lukoil rachète Getty Oil (devenue entre-temps Getty Petroleum Marketing) puis revend le parc de stations à un groupe d'investisseurs privés en 2011, et la société disparaît peu après. La marque appartient toujours à Getty Realty, la branche immobilière du trust qui gère l'héritage de J. Paul Getty et de sa famille.
Avant 1984, Getty Oil possédait une partie de la chaîne de télévision ESPN, qui passa ensuite dans le giron d'ABC.